# Nathan Never
Nathan Never – włoska seria komiksowa stworzona przez scenarzystów: Michele Meddę, Antonia Serre e Bepiego Vignę i ilustrowana przez różnych artystów. Publikowana jest od 1991 jako miesięcznik przez wydawnictwo Sergio Bonelli Editore. Po polsku ukazywała się początkowo nakładem wydawnictwa Egmont Polska (2001–2004), obecnie publikuje ją wydawnictwo Tore (od 2022).

## Fabuła
Tytułowy bohater Nathan Never jest agentem specjalnym w niedalekiej, dystopijnej przyszłości, gdzie walka z przestępczością jest podzielona pomiędzy policję i korporacyjne agencje detektywistyczne, takie jak pracodawca Nevera, Agencja Alfa. Fabuła zazwyczaj utrzymana jest w konwencji kryminału, a okazjonalnie thrillera politycznego, horroru i space opery. Wiele tomów jednoznacznie nawiązuje do klasycznych filmów i literatury fantastycznonaukowej, na przykład w nazwach, lokalizacjach, technologii itp., co stało się powodem krytyki serii. Podstawowe źródła inspiracji to Blade Runner i seria Fundacja Isaaca Asimova. Większość historii zamyka się w jednym lub dwóch tomach, jednak niektóre linie fabularne rozciągają się na pięć, dziesięć, a nawet dwadzieścia numerów, jak np. dążenie Alfy do schwytania arcyzłoczyńcy Aristotelesa Skotosa, walka Mutantów o uzyskanie równych praw, czy wojna Ziemi ze zbuntowanymi stacjami kosmicznymi o zapasy żywności. Ciągłość jest podstawą serii, a efekty poprzednich fabuł są uwzględniane i brane pod uwagę w kolejnych wątkach. 

## Tomy wydane po polsku
W nawiasach w kolumnie "Tom" podano numery tomów w oryginalnym wydaniu włoskim.
| Tom    | Wydanie polskie             | Wydanie oryginalne                  | Scenariusz    | Rysunki            |
| 1 (26) | Vampyrus (2001)             | Vampyrus (1993)                     | Michele Medda | Nicola Mari        |
| 2 (38) | Dzieci nocy (2001)          | I figli della notte (1994)          | Michele Medda | Nicola Mari        |
| 3 (67) | Serce mroku (2002)          | L'enigma della caverna (1996)       | Bepi Vigna    | Stefano Casini     |
| 4 (32) | Aleja Śmieci (2002)         | Dirty Boulevard (1994)              | Michele Medda | Germano Bonazzi    |
| 5 (36) | Tragiczna obsesja (2002)    | Tragica ossessione (1994)           | Michele Medda | Stefano Casini     |
| 6 (50) | Biblioteka Babel (2002)     | La biblioteca di Babele (1995)      | Antonio Serra | Nicola Mari        |
| 7 (9)  | Oczy nieznajomego (2003)    | Gli occhi di uno sconosciuto (1992) | Michele Medda | Stefano Casini     |
| 8 (10) | Piekło (2003)               | Inferno (1992)                      | Bepi Vigna    | Dante Bastianoni   |
| 9 (31) | Pieśń wieloryba (2004)      | Il canto della balena (1993)        | Antonio Serra | Mario Alberti      |
| 10 (1) | Agent specjalny Alfa (2022) | Agente speciale Alfa (1991)         | Antonio Serra | Claudio Castellini |
| 11 (2) | Czarny monolit (2023)       | Il monolito nero (1991)             | Antonio Serra | Germano Bonazzi    |
| 12 (3) | Operacja Smok (2024)        | Operazione Drago (1991)             | Bepi Vigna    | Stefano Casini     |